# Ralph Hotere

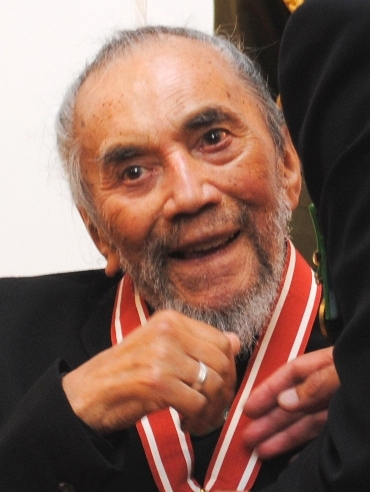
Ralph Hotere, 2012

Hone Papita Raukura Hotere (* 11. August 1931 in Northland; † 24. Februar 2013 in Dunedin) war ein neuseeländischer Künstler māorischer Herkunft. Er gilt als einer der bedeutendsten neuseeländischen Künstler der Moderne.

## Frühe Jahre, Europa-Aufenthalt
Der seine Herkunft auf die Te-Aupōuri- und Te-Rarawa-Stämme zurückführende Hotere wurde in Mitimiti als eines von 15 Kindern einer Māori-Familie geboren. Er verbrachte seine Kindheit und Jugend im Northland. Von 1946 bis 1949 besuchte er das Hato Petere College in Auckland. Darauf studierte er am Auckland Teachers’ Training College, bevor er 1952 in die Universitätsstadt Dunedin auf der Südinsel zog. An der Dunedin School of Art, die dem King Edward Technical College angeschlossen war, belegte Hotere Kunst-Kurse; in den späten fünfziger Jahren war er als Berater für Kunsterziehung in der Bay of Islands auf der Nordinsel tätig. 1961 hatte er eine Gemeinschaftsausstellung mit Colin McCahon in der Aucklander Ikon Galerie.
1961 erhielt Hotere auch ein Stipendium, welches es ihm ermöglichte, nach Europa zu reisen. Er studierte dort zunächst an der Londoner Central School of Art and Design. 1962–1964 ging er zur Fortsetzung seiner Studien nach Frankreich, um danach eine Reihe von europäischen Ländern zu bereisen. Hotere interessierte sich besonders für die sich in Europa entwickelnden Pop-Art- und Op-Art-Bewegungen und kam mit einigen ihrer frühen Vertreter zusammen. Künstler, deren Werk Hoteres besondere Aufmerksamkeit galt, waren u. a. Hans Arp, Constantin Brâncuşi, Barbara Hepworth, Paul Klee, Henry Moore und Pablo Picasso. Auf einer Italien-Reise besuchte er das Grab eines seiner im Zweiten Weltkrieg gefallenen Brüder. Die Zeit in Europa prägte Hoteres Weltsicht und seinen Kunststil nachhaltig und findet u. a. in seinen Gemäldeserien Sangro und Polaris einen deutlichen Niederschlag, letztere als Antwort auf die atomare Hochrüstung im Kalten Krieg.

## Rückkehr nach Neuseeland, interdisziplinäre Arbeiten
Nach seiner Heimkehr nach Neuseeland stellte Hotere 1965 in Dunedin seine Werke aus. 1969 kam er als Frances Hodgkins Fellow der University of Otago erneut in die Stadt. Seit Ende der sechziger Jahre datiert sein Interesse an interdisziplinären Kunstwerken. Hotere arbeitete mit Dichtern wie James K. Baxter, Hone Tuwhare, Bill Manhire und Bob Orr zusammen. Er ließ sich von ihren Texten inspirieren und schuf Illustrationen für einige ihrer Bücher und Buchcover, aber auch für literarische Zeitschriften wie das einflussreiche Landfall-Journal.
Produktive Freundschaften verbanden Hotere auch mit anderen bildenden Künstlern wie Bill Culbert und Marti Friedländer. Culbert und Hotere experimentierten mit gemischten Medien und Materialcollagen, für welche Hotere auch ungewöhnliche, aber durchaus Neuseeland-typische Materialien wie Wellblech, recyceltes Bauholz und Treibgut sowie englische und māorische Schriftelemente einbezog.
1973 heiratete er die Dichterin Cilla McQueen. Die beiden zogen 1974 nach Careys Bay in der Nähe Port Chalmers. Die beiden trennten sich in den 1980er Jahren einvernehmlich. Seit Ende der 1960er Jahre entstanden Hoteres sogenannte „Black Paintings“, in denen er polychrome Elemente in seinen Gemälden stark zurücknahm und die Linien- und Flächenkomposition und den Farbauftrag, oft vor einem schwarzen Bildhintergrund, betonte. 1981 engagierte sich Hotere in politischen Kunstwerken (Black Union Jack) gegen die Tour der Springboks aus dem südafrikanischen Apartheids-Staat. 1984 protestierte er mit Black Rainbow gegen die Versenkung des Greenpeace-Schiffes Rainbow Warrior durch den französischen Geheimdienst im Auckland Harbour, bei der ein Umwelt-Aktivist starb.
Das Motiv seiner „schwarzen Gemälde“ setzte sich fort in der Großinstallation Black Phoenix (1984–88), die aus Relikten eines ausgebrannten Fischerbootes besteht und sich heute im neuseeländischen Nationalmuseum Te Papa Tongarewa befindet. Wie bereits der Titel nahelegt, handelt es sich um ein Kunstwerk, das sich nicht mit Zerstörung abfindet, sondern auf geschichtliche, soziale und spirituelle Erneuerung und Wiedergeburt verweist.

## Internationaler Durchbruch, die späten Jahre
Seit der 1980er Jahre erlangte Hotere auch internationale Bekanntheit und seine Werke wurden begehrte und hoch gehandelte Sammlerobjekte. 1994 wurde ihm die Ehrendoktorwürde der University of Otago verliehen. Eine große Werkschau unter dem Titel Out of the Black Window fand 1997 in der Wellington City Gallery der neuseeländischen Hauptstadt statt; eine weitere (Black Light) folgte 2000.
2001 erlitt Hotere einen Schlaganfall, der seine künstlerische Produktion stark einschränkte. 2002 heiratete er die Künstlerin Mary McFarlane. Ein Jahr darauf erhielt er den Icon Award der Arts Foundation of New Zealand. Kurz vor seinem Tod wurden seine Verdienste um die neuseeländische Kunst und Kultur mit dem neuseeländischen Verdienstorden (Order of New Zealand) gewürdigt. 2017 wurden Arbeiten Hoteres auf der Documenta in Kassel gezeigt.
Hotere verfolgte die politischen Entwicklungen, aber auch die Biographien von Freunden, Mitstreitern und Studierenden unter seinen Zeitgenossen mit großer Empathie. Sein Gebrauch der dunklen Farbtöne und Materialien wurde von Kritikern oft in einer doppelten Weise interpretiert: im Sinne eines alten māorischen Sinnspruches als symbolisches Medium für Vergänglichkeit, aber zugleich auch Geborgenheit und Wiedergeburt. Und vor dem Hintergrund westlicher Kunsttraditionen als Farbe der Trauer, des Mysteriösen und als Zustand hoher Energie-Absorption. Insofern unternimmt Hotere den Versuch, eine „bi-spirituelle“ Perspektive einzunehmen. „Black“ (‚schwarz‘) steht indessen häufig auch für nicht-weiße, post-koloniale Kulturen, denen der Mythos westlicher „weißer Westen“ und strahlender Sieger auf die Zerstörung anderer und ihrer eigenen (Um-)Welt durchsichtig geworden ist. Der Kritiker Gregory O’Brien meinte: „Während seiner gesamten Karriere hat Hotere Requiems und Elegien gemalt, für den Einzelnen, für Stämme, für die gesamte Menschheit und für die Umwelt.“